# 타무라 아키히로
다무라 아키히로(田村明浩, 1967년 5월 31일 ~ )는 일본의 록 밴드 스피츠의 베이시스트이자, 리더이다.

## 인물
- 1967년 5월 31일, 시즈오카현 후지에다시 출생. 본가는 비지니스 호텔을 경영한다.
- 1996년, FM후쿠오카의 前 DJ 한다 요시코와 결혼해 두 자녀를 두고 있다.
- 6살 연상의 누나가 있다. 음악에 흥미를 가진 것은 팝송을 즐겨 듣던 누나의 영향이다.
- 데뷔 초기에는 이름 표기가 田村アキヒロ였지만, 1993년에 발매한 앨범 Crispy! 때부터 한자 표기로 변경하였다.

## 연혁
- 초등학교 6학년 때 전학생이었던 미와 테츠야를 만났고, 후에 다른 멤버 1명과 다무라 밴드를 결성. 베이스 기타를 담당한다. 가장 처음 산 베이스는 바이올린 베이스.
- 중학교 때는 탁구부 소속. 성적이 좋았기 때문에 후지에다 히가시 고등학교에 입학하지만, 음악 활동에 빠져 탁구 때문에 진학한 후지에다 히가시 고교에 간 의미가 없어졌다.
- 1987년 상경 후 도쿄조형 대학에서 같은 수업을 듣던 쿠사노 마사무네와 알게 되고, 얼마 뒤 스피츠를 결성하였다. 쿠사노는 그 후 다른 대학으로 편입하지만, 다무라의 집에 있던 비디오 게임 때문에 교류는 계속되었다.
- 2004년, 이시다 쇼키치, 구로사와 겐이치, 호리 노부요시와 MOTORWORKS를 결성해 데뷔하였다.

## 음악적 영향
- "일본에서 가장 좋아하는 밴드는 스피츠, 세계에서 가장 좋아하는 밴드는 퀸."이라고 말할 만큼 퀸에게 강한 영향을 받고 있다.
- 영향을 받은 베이시스트로는 존 디콘과 스티브 해리스를 꼽는다. 또한 베이시스트 외의 아티스트로는 미하엘 솅커를 꼽는다.
- 쿠사노와 친구가 된 계기로는 두 사람 다 유라이어 힙의 팬이었기 때문이다.

## 음악 활동
- 인디고 지평선의 수록곡 "혜성" (ほうき星)과 하야부사의 수록곡 "나의 붉은 별" (俺の赤い星)을 작곡하였다.
- 자신의 연주에 대해서는 "느낌대로 연주하는 것 뿐"이라고 한다. (본인담)
- 콘서트에서 '8823'이나 '나의 모든 것'이라며 업튠이 되면 무대를 종횡무진 뛰어다니며, 때로는 드럼의 심벌즈까지 맨손으로 치거나, 무대를 내려오는 등 난폭한 퍼포먼스를 한다. 이 무대는 라이브 DVD 《방랑 매 순정 주사위 (放浪隼純情双六) Live 2000-2003》에서 확인할 수 있다.
- 스피츠 활동 외에 이시다 쇼키치, 구로사와 겐이치, 호리 노부요시와 MOTORWORKS를 결성하여 2004년에 데뷔하였다.
- 베이시스트지만 기타 솔로에 대한 미학이나 정열이 상당하며, MOTORWORKS에서는 기타 솔로 디렉터라고 불린다.
- 레코딩 때는 퍼커션을 담당 하기도 한다.

## 같이 보기
- 스피츠
  - 쿠사노 마사무네
  - 미와 테츠야
  - 사키야마 타츠오
- MOTORWORKS